# جوزيف تروتر ميلس
جوزيف تروتر ميلس هو قاضي وسياسي أمريكي، ولد في 18 ديسمبر 1812، وتوفي في 22 نوفمبر 1897. نشط حزبياً في الحزب الجمهوري. وقد انتخب عضو جمعية ولاية ويسكونسن ‏.